# Hexatoma (Eriocera) cincta
Hexatoma (Eriocera) cincta is een tweevleugelige uit de familie steltmuggen (Limoniidae). De soort komt voor in het Oriëntaals gebied.